# 莫氏副獅子魚
莫氏副獅子鱼，为輻鰭魚綱鮋形目杜父魚亞目狮子鱼科的其中一種。分布於南冰洋，屬深海底棲性魚類，棲息在水深735至1800公尺的海域，魚體沒有不發達的鰭條的胸鰭；接近端位的嘴部具有一個幾乎不突出的吻；前面成對顎孔非常緊密地在一起,開口形成一個淺的橫橢圓形凹洞，背鰭軟條66枚；臀鰭軟條61枚，體長可達15.9公分，生活習性不明。